# Quietus
Quietus é uma cidade fantasma no condado de Big Horn centrada antigamente na estação de correios, na atualidade encerrada. Na atualidade ninguém vive na antiga comunidade.  Surge na U.S. Geological Survey Map.

## History
Quietus foi fundada como estação de correio em 1907 para colonos e rancheiros vivendo nos vales de Otter) e  Quietus Creeks. Apesar de nunca ser uma grande comunidade, a população local diminuiu para menos de uma dúzia de pessoas até à estação de correios ser encerrada em 1957, Na atualidade, Quietus é uma cidade fantasma, o edifício da estação de correio mantém-se mas em ruínas.

## Nome da comunidade
De acordo com uma anedota local Frank  Brittain enviou uma lista de 15 nomes com um nome para a estação de correios em 1914 e todos eles foram rejeitados.  "Bem eu acho que eles puseram um  quietus (um fim) em relação aos nomes" Brittain disse à sua esposa.  Ela viu a oportunidade e renovou a hipótese do nome "Quietus" e passadas poucas semanas o nome Quietus foi aprovado.